# Oleg Logvin
Oleg Nikolajevitsj Logvin (Russisch: Олег Николаевич Логвин, Wit-Russisch: Алег Мікалаевіч Логвін) (Minsk, 23 mei 1959), was een wielrenner uit de Sovjet-Unie.
Logvin won tijdens de Olympische Zomerspelen 1980 in eigen land samen met zijn ploeggenoten de gouden medaille op de 100 kilometer ploegentijdrit.
Logvin won in 1980 twee etappes en het klassement van de Olympia's Tour.

## Resultaten op kampioenschappen
| Jaar | WK             | Olympische Zomerspelen |
| ---- | -------------- | ---------------------- |
| 1980 |                | ploegentijdrit         |
| 1981 | ploegentijdrit |                        |
| 1982 | ploegentijdrit |                        |

1960: Trapè, Bailetti, Cogliati, Fornoni ·
1964: Zoet, Dolman, Karstens, Pieterse ·
1968: Zoetemelk, Den Hertog, Krekels, Pijnen ·
1972: Jardi, Komnatov, Lichatsjov, Sjoekov ·
1976: Tsjoekanov, Tsjaplygin, Kaminski, Pikkuus ·
1980: Kasjirin, Logvin, Sjelpakov, Jarkin ·
1984: Bartalini, Giovannetti, Poli, Vandelli ·
1988: Ampler, Kummer, Landsmann, Schur ·
1992: Dittert, Meyer, Peschel, Rich